# (21404) Atluri
(21404) Atluri (1998 FD61) – planetoida z grupy pasa głównego asteroid okrążająca Słońce w ciągu 3,2 lat w średniej odległości 2,17 j.a. Odkryta 20 marca 1998 roku.